# Mittenothamnium tamariscifrons
Mittenothamnium tamariscifrons är en bladmossart som beskrevs av Jules Cardot 1913. Mittenothamnium tamariscifrons ingår i släktet Mittenothamnium och familjen Hypnaceae. Inga underarter finns listade i Catalogue of Life.